# Meertalige woordspeling
Een meertalige woordspeling is een woordspeling waarin gelijkende woorden uit verschillende talen zodanig gebruikt worden dat meerdere betekenissen ontstaan. Een voorbeeld van een meertalige woordspeling is Don Quishocking. De naam van deze voormalige cabaretgroep doet denken aan Don Quichot en aan het Engelse shocking. Ook "een Franse generaal die bang is voor water (l'eau)" kan als meertalige woordspeling beschouwd worden. Toon Hermans brak in een van zijn one-man-shows een lans voor de Franse taal, volgens hem (in dat stukje) veel mooier dan de Nederlandse. Uiteindelijk rijmde hij Vraag eens even aan Joop l'Hibou, wat ik met mijn pompie doe?
Een meertalige woordspeling kan ontstaan doordat één woord meerdere betekenissen heeft, die alle hun resonans in de zin krijgen. Hij kan ook ontstaan doordat twee woorden sterk op elkaar lijken en een ervan zodanig wordt gebruikt dat de associatie met het andere woord wordt opgeroepen. Een voorbeeld hiervan is het boekje I always get my sin van Maarten Rijkens waar het Engelse woord voor zonde klinkt als 'zin' vooral wanneer uitgesproken door een Amsterdammer.

## Valse vrienden
Het verschijnsel moet niet verward worden met dat van de valse vrienden. Dat zijn woorden uit verschillende talen die misleidend sterk op elkaar lijken. Tweedetaalgebruikers komen daardoor in de verleiding er fouten mee te maken.
Een meertalige woordspeling kan van zulke fouten gebruikmaken, maar doet dat bewust en met de bedoeling een grappig effect te bereiken. Zo kan er een dunne scheidslijn zijn tussen valse vrienden (foute vertaling) en meertalige woordspeling (bewuste grap), met name als een eenmaal begane fout anekdotisch of legendarisch wordt en als grap een eigen leven gaat leiden.
Een voorbeeld van een taalgrap op basis van valse vrienden komt voor in een scene van Fawlty Towers, waarbij het woord burro dat in het Italiaans boter betekent in een quasi-Spaanse uitdrukking wordt gebruikt, waarbij de "Spaanse" Manuel balkt als een ezel, omdat burro in het Spaans ezel betekent.